# Stichwortkatalog
Ein Stichwortkatalog  ist ein Bibliothekskatalog, der Publikationen nach ihnen zugeordneten Stichwörtern erfasst. Als Stichwort kommen alle Wörter in Frage, die im Titel der Publikation vorkommen.
Er ist dem Schlagwortkatalog verwandt, der Publikationen nach ihnen zugeordneten Schlagwörtern verzeichnet. Während ein Schlagwort das Thema einer Publikation wiedergeben soll, entnimmt man Stichwörter direkt dem Titel der Publikation, in welchem es also vorkommen muss. Dabei soll das gewählte Stichwort die Publikation möglichst gut beschreiben. Generell gilt, dass sich die Erschließung mittels Schlagwörtern gegenüber der Erschließung mittels Stichwörtern durchgesetzt hat. Besonders schwierig gestaltet es sich, ein geeignetes Stichwort zu finden, wenn der Titel einer Publikation mit ihrem Inhalt nichts zu tun hat.
Ein Stichwortkatalog ist ein Bibliothekskatalog, in dem der Bibliotheksbestand unter Stichwörtern verzeichnet ist, die in der Regel aus den Sachtiteln der verzeichneten Werke gewonnen werden. Der Stichwortkatalog ist eng verwandt mit dem Schlagwortkatalog. Im Zeitalter der OPACs sind eigene Stichwortkataloge jedoch weitgehend sinnlos geworden.
Der Unterschied zwischen Stich- und Schlagwort wird an folgenden Beispielen deutlich:
- Der Sachtitel lautet „Nippon im Wandel“. Stichwort: „Nippon“, Schlagwort: „Japan“.
- Der Sachtitel heißt „Deutschlands Reformator“. Stichwort: „Reformator“, Schlagwort: „Luther, Martin“.
- Wenn ein Buch „Der Schwarzwald“ betitelt ist, sind Stichwort und Schlagwort identisch: „Schwarzwald“.

Stichwortkataloge weisen Gemeinsamkeiten mit Stichwortverzeichnissen (auch Index oder Register) auf, weshalb diese Bezeichnungen manchmal verwechselt werden.